# Bai (vizir)
O vizir Bai foi no Egito Antigo um escriba do faraó Seti II de ascendência síria. Ajudou mais dois faraós a governarem o Egito: O Faraó Siptá (que possuiu apenas um reinado teórico tendo por sua regente a madrasta Tauserte) e a Rainha-Faraó Tauserte, viúva do Faraó Seti II.

## Origens e carreira
Bay é chamado de asiático sírio (Hurru = hurrita ou nascido em Harrã). Embora sua formação precisa seja desconhecida, exceto suas origens sírias, Bay é atestado pela primeira vez como escriba e mordomo, uma posição importante no Egito, durante o reinado de Seti II. No entanto, Bay provavelmente entrou na administração civil do Egito anteriormente, sob um faraó anterior - seja Merneptah, pai de Seti II, ou Ramsés II.